# Soulsavers
Soulsavers — британская музыкальная группа, состоящая из Рича Мачина и Яна Гловера. Даунтемпо-электронное звучание группы испытывает влияние рока, госпела и кантри. На текущий момент группа выпустила шесть студийных альбомов: Tough Guys Don’t Dance в 2003, It’s Not How Far You Fall, It’s the Way You Land (с Марком Ланеганом и другими) в 2007, Broken (снова с Ланеганом и приглашёнными вокалистами) в 2009, The Light the Dead See, Angels & Ghosts и Imposter (с Дэйвом Гааном из Depeche Mode) в 2012, 2015 и 2021 годах соответственно. В настоящее время последним релизом коллектива является альбом Imposter 2021 года.

## О группе

### Сотрудничество с Джошем Хэйденом (2002—2005)
Группу образовали два музыканта-ремиксера Рич Мачин и Ян Гловер. После серии удачных EP релизов 2002 года в 2003 году они записывают первый студийный альбом Tough Guys Don’t Dance. Вокалистом и соавтором на трех из девяти песен выступил бас-гитарист и вокалист группы Spain Джош Хэйнден. Релиз не имел успеха ни в коммерческом плане, ни у музыкальных критиков. После выпуска EP «Closer» в 2004 году музыканты занимались микшированием треков для других исполнителей.

### Сотрудничество с Марком Ланеганом (2006—2009)
В 2006 году начинается сотрудничество с американским певцом, музыкантом и автором песен Марком Ланеганом. В альбоме It’s Not How Far You Fall, It’s the Way You Land его вокал присутствует в восьми песнях из одиннадцати, также он обозначен как соавтор пяти песен. Кроме того, в альбоме есть переработка песни Ланегана «Kingdoms of Rain», первоначально изданной в его альбоме 1994 года Whiskey for the Holy Ghost. Soulsavers записали альбом в Англии, свой вокал Ланеган дописал в Лос-Анджелесе. В следующем альбоме Broken, вышедшем в 2009 году, вокал Ланегана присутствует на девяти песнях из тринадцати, он стал соавтором восьми песен.

### Сотрудничество с Дейвом Гааном  (2010—н.в.)
В октябре — декабре 2009 года Soulsavers сопровождали Depeche Mode во время тура в поддержку их альбома Sounds of the Universe. Возникшая идея совместной работы между участниками группы и вокалистом Depeche Mode Дэйвом Гааном получила воплощение в альбоме 2012 года The Light the Dead See, состоящем из десяти песен и двух инструментальных треков. Дэйв написал стихи ко всем песням альбома и исполнил их.
В начале мая 2013 года в Твиттере появилась информация о том, что Soulsavers начали работать над материалом для нового, пятого студийного альбома. 14 января 2014 года эта информация была подтверждена на официальном сайте группы Depeche Mode , где говорилось, что основным вокалистом на новой пластинке вновь выступит Дэйв Гаан. Также он сообщил, что если все пойдет по плану, то новая пластинка будет выпущена приблизительно весной 2015 года. Почти год спустя, 5 января 2015 года, на немецком фан-сайте depechemode.de появилась новая информация  о грядущей совместной пластинке. В ней шла речь о том, что Рич Мачин, Ян Гловер и Дэйв Гаан намерены собраться в студии уже в середине месяца для начала работы над альбомом, и релиз состоится ближе к концу 2015 года. В итоге пластинка была выпущена в октябре 2015 года под названием Angels & Ghosts, и в ее поддержку музыканты выпустили 2 сингла — «All Of This And Nothing» и «Shine». Также был организован мини-тур в поддержку нового альбома (впервые с Гааном), в рамках которого были исполнены песни из текущего альбома, The Light the Dead See, и несколько из репертуара Depeche Mode, плюс из сольного творчества вокалиста.
После серии концертов в поддержку альбома Angels & Ghosts музыканты в том же году издали новый, состоящий из 8 треков и полностью инструментальный (впервые в истории проекта) альбом Kubrick, после чего коллектив приостановил свою деятельность.
В начале 2020 Гаан объединился с музыкантом из Северо-Восточной Англии - Робом Маршаллом для его проекта Humanist, записав вокал для трека "Shock Collar". В интервью, которое состояло из двух частей на Radio 6 в феврале 2020 года, которое было дано в поддержку проекта Humanist, Гаан также заявил, что снова будет работать с Soulsavers, чтобы выпустить альбом до конца 2020 года. В то же время он не упоминал, что будет участвовать в работе с Depeche Mode в этот период.
8 октября 2021 года в пресс-релизе было сказано: Dave Gahan & Soulsavers объявляют о выходе нового альбома Imposter, который выйдет 12 ноября. Imposter - это сборник песен от Dave Gahan & Soulsavers. Они не писали эти песни, а слушали их, изучали и давали им новую жизнь. Записанные в легендарной студии Shangri-La в Малибу, эти версии песен, которые вы знаете, и некоторые из них, возможно, не варьируются от редких до пышных, от мрачных до радостных. Выбор и последовательность были осознанными и значимыми. Он проливает свет на непреходящую силу острых текстов и хорошо исполненных мелодий. Самозванец - это отражение жизни Дэйва, история, рассказанная другими, но его собственным голосом. Послушайте первую песню «Metal Heart».

## Дискография

### Студийные альбомы
| Год  | Название альбома                                 | Флаг Великобритании | Флаг Ирландии | Флаг Австрии | 1      | Флаг Нидерландов | Флаг Франции | Флаг Германии | Флаг Италии | Флаг Швейцарии | Флаг Испании | Флаг Португалии | Флаг Польши | Флаг Чехии | Флаг Венгрии | Флаг Швеции | Флаг США |
| ---- | ------------------------------------------------ | ------------------- | ------------- | ------------ | ------ | ---------------- | ------------ | ------------- | ----------- | -------------- | ------------ | --------------- | ----------- | ---------- | ------------ | ----------- | -------- |
| 2003 | Tough Guys Don’t Dance                           | —                   | —             | —            | —      | —                | —            | —             | —           | —              | —            | —               | —           | —          | —            | —           | —        |
| 2007 | It’s Not How Far You Fall, It’s the Way You Land | —                   | —             | —            | 98/—   | —                | —            | —             | 83          | —              | —            | —               | —           | —          | —            | —           | —        |
| 2009 | Broken                                           | 78                  | —             | —            | 28/—   | 58               | —            | —             | —           | —              | —            | —               | —           | —          | —            | —           | —        |
| 2012 | The Light the Dead See                           | 69                  | —             | 49           | 35/37  | —                | 120          | 12            | 65          | 30             | —            | —               | 23          | —          | —            | —           | 28 2     |
| 2015 | Angels & Ghosts                                  | 27                  | 62            | 18           | 31/9   | 60               | 33           | 5             | 7           | 5              | 46           | 29              | 3           | 7          | 19           | 54          | 2        |
| 2015 | Kubrick                                          | —                   | —             | —            | 173/—  | —                | —            | —             | —           | —              | —            | —               | —           | —          | —            | —           | —        |
| 2021 | Imposter                                         | 65                  | —             | 11           | 119/11 | —                | 151          | 12            | 27          | 9              | 20           | 28              | 6           | 42         | 27           | —           | —        |

Примечание
- 1 — позиция в чартах Фландрии и Валлонии
- 2 — позиция в Top Heatseekers Albums

### Мини-альбомы
- «Beginning to See the Dark EP» (2002)
- «Closer EP» (2004)

### Синглы
- «Revolution Song» (7" сплит совместно с Broadway Project, 2003)
- «Revival» (2007)
- «Kingdoms of Rain» (2007)
- «Sunrise» (2009)
- «Death Bells» (2009)
- «Unbalanced Pieces» (2009)
- «Some Misunderstanding» (2010)
- «Longest Day» (2012)
- «Take Me Back Home» (2012)
- «All Of This And Nothing» (2015)
- «Shine» (2015)
- «Metal Heart» (2021)

### Диджейские альбомы
- In a Blue Room (2003)

### Ремиксы
- Starsailor — «Goodsouls» (2001)
- Doves — «Satellites» (2002)
- Starsailor — «Poor Misguided Fool» (2002)
- Broadway Project[англ.] — «Sufi» (2003)
- Starsailor — «Four to the Floor» (2004)
- The Mothers — «Speak for Me» (2005)